# Mark Flatts
Mark Michael Flatts (ur. 14 października 1972) − to angielski piłkarz występujący na pozycji pomocnika. Jest wychowankiem Arsenalu.

## Kariera zawodnicza
Urodzony w Haringey w Londynie, Flatts rozpoczął swą karierę w Arsenalu, zaś swój debiut zaliczył w spotkaniu z Sheffield United 19 września 1992. W latach 1992–1996 rozegrał 18 spotkań we wszystkich rozgrywkach w barwach Kanonierów. Podczas swoich występów dla Arsenal był wypożyczany do Cambridge United, Brighton & Hove Albion, Bristol City i Grimsby Town.
Opuścił klub w 1996 i od tego czasu zaliczył wiele testów m.in. w kilku angielskich klubach i we włoskim Torino FC. Inny dawny zawodnik Arsenalu, Martin Hayes, namawiał go do przejścia do trenowanego wówczas przez siebie Bishop’s Stortford. W 2001 był sprawdzany w Queens Park Rangers, lecz w przedsezonowym spotkaniu sparingowym z Crawley Town nie wykorzystał swojej szansy i ostatecznie nie podpisał kontraktu.